# Rudolf Kalčík
Rudolf Kalčík (13. září 1923, Berehovo, Podkarpatská Rus – 15. února 1980, Praha) byl český středoškolský učitel, spisovatel, redaktor a filmový scenárista, autor ideově prokomunisticky orientovaných dobrodružných próz, zachycujících život pohraničníků a jejich namáhavou a nebezpečnou službu v šumavských lesích.

## Život
Rudolf Kalčík se narodil v Berehově na Podkarpatské Rusi (dnes součást Ukrajiny), kde jeho otec sloužil jako strážník. V šesti letech mu zemřela matka a otec jej poslal na výchovu k příbuzným do jižních Čech. Když se jeho otec přestěhoval do Nového Bohumína, vzal si chlapce zpět k sobě. Zde začal Kalčík studovat gymnázium, ve studiu pak pokračoval Českém Krumlově a v roce 1943 složil maturitu v Českých Budějovicích. Zde a v Třeboni byl pak v letech 1943–1945 totálně nasazen jako úředník.
Po skončení války vstoupil do KSČ a začal studovat češtinu a filozofii na Filozofické fakultě Univerzity Karlovy v Praze a studium úspěšně ukončil roku 1950. Již v průběhu studia učil na střední škole ve Velvarech a pracoval jako externí lektor v nakladatelství Svoboda. Základní vojenskou službu vykonával v letech 1950–1952 u Pohraniční stráže (PS) na Šumavě, což značně ovlivnilo jeho spisovatelskou práci. Zde působil jako politický pracovník nejprve roty a pak praporu a stal se předsedou ústřední komise Fučíkova odznaku v PS. V letech 1952–1954 učil ve Veltrusích a pracoval rovněž jako redaktor časopisu Pohraniční stráž. Spolupracoval také s časopisem Československý voják, jehož redaktorem byl v letech 1955–1974.
V letech 1970–1972 se podílel na vzniku nového normalizačního Svazu českých spisovatelů a byl vedoucím jeho komise pro práci s mladými autory. Krátce byl šéfredaktorem Literárního měsíčníku (pouze jeho prvního čísla), roku 1973 se stal předsedou Českého literárního fondu a roku 1974 tajemníkem Svazu českých spisovatelů. Roku 1978 byl jmenován zasloužilým umělcem.

## Dílo
Kalčík začal publikovat ještě v době svého vysokoškolského studia. Debutoval roku 1947 románem s okupační tematikou Setkání s válkou a sbírkou básní Dvanáct stalinských zpěvů (1949) s náměty ze života J. V. Stalina (oboje pod pseudonymem Josef Šimůnek). Tato díla nebyla příliš výrazná, vyznačovala se však jasnou ideovostí.
Později se v jeho knihách začalo prosazovat jeho stěžejní téma – nesmiřitelný boj socialistických pohraničníků s kapitalistickými narušiteli hranic. Vědomě v nich navázal na tradice dobrodružné prózy (především na londonovské příběhy mužných zápasů s drsnou divočinou) a někdy využíval i ustálené schéma rodokapsu. Snažil se ale také o vykreslení morálního profilu socialistického strážce hranic a o jeho psychologickou charakteristiku. Jeho prózy charakterizuje dějový spád, napínavost a množství zápletek a důvěrná znalost zobrazovaného prostředí. Jeho styl je úsporný a srozumitelný.
Roku 1960 vydal své nejznámější dílo, román Král Šumavy, napsaný podle scénáře k úspěšnému stejnojmenného filmu režiséra Karla Kachyni z roku 1959. V duchu komunistické ideologie psal také povídky s armádní tematikou a od šedesátých let i dokumentárně stylizované detektivní povídky. Přispíval do mnoha novin a časopisů a napsal scénáře k několika filmům. Některá jeho díla byla rovněž zfilmována. Roku 1977 obdržel Výroční cenu Svazu českých spisovatelů za novelu Bílý list.

### Próza
- Setkání s válkou (1947), román s okupační tematikou, pod pseudonymem Josef Šimůnek.
- V hraničních horách (1954), sbírka dobrodružných povídek, které se odehrávají na Šumavě počátkem padesátých let minulého století, rozšířeno roku 1959.
- Oheň v srdci (1955), sbírka povídek vyprávějících o vlivu Říjnové revoluce na české vojáky v rakousko-uherské armádě a v armádě nově vzniklého československého státu, o hrdinství lidí při Slovenském národním povstání, o nacistické okupaci jižních Čech a také o statečnosti ochránců našich státních hranic.
- Stráže na pomezí (1958), kniha reportážních fotografií Jaroslava Zimy, které Rudolf Kalčík opatřil texty.
- Král Šumavy (1960), dobrodružný román vzniklý na základě scénáře ke stejnojmennému filmu. Jde o příběh z poúnorového života dřevařské vesnice u bavorských hranic a ze života pohraničníků, kteří dlouho marně pátrají po nepolapitelném diverzantovi zvaném Král Šumavy, pro jehož postavu si Kalčík vypůjčil skutečnou šumavskou legendu, Kiliána – Franze Nowotného.
- Bílý list (1964), sbírka povídek a črt zahrnujících autorovy vzpomínky na Slovensko, na konec války, na Šumavu i na společenské reality jeho současnosti. Titulní povídka byla roku 1976 přepracována, rozšířena a vydána samostatně.
- Zákon celých mužů (1964), povídkový triptych o pohraničnících, společně s Václavem Erbenem a Vladimírem Michnou.
- Tady Bezpečnost (1966), sbírka detektivních povídek, společně s Janem Vítkem pod pseudonymem Rudolf Jánský.
- Bezpečnost zasahuje (1967), sbírka detektivních povídek, společně s Janem Vítkem pod pseudonymem Rudolf Jánský.
- Bartolomějská 10 (1968), sbírka detektivních povídek pod pseudonymem Pavel Karták.
- Cena smrti (1971), sbírka detektivních povídek pod pseudonymem Karel Pavlík.
- V ruce samopal 1972), společně s Václavem Janečkem, kronika jednoho pohraničního útvaru SNB z let 1946 až 1949.
- Bílý list (1976), novela, vzniklá přepracováním titulní povídky stejnojmenné povídkové sbírky z roku 1964, vyprávějící příběh někdejšího kapitána Státní bezpečnosti.
- Bartolomějská ulice (1980), soubor deseti kriminálních, reportážně pojatých povídek.

### Poezie
- Dvanáct stalinských zpěvů (1949), sbírka básní s náměty ze života J. V. Stalina, pod pseudonymem Josef Šimůnek.

### Překlady
- Rita Thermesová: Jan nevychází z údivu (1948), pod pseudonymem) Josef Šimůnek.
- Arnold Zweig: Sekyra z Wandsbeku (1949), pod pseudonymem Josef Šimůnek.

## Filmové scénáře a adaptace
- Vstup zakázán (1959), spolupráce na scénáři povídkového filmu, režie František Vláčil a Milan Vošmik.
- Král Šumavy (1959), scénář, režie Karel Kachyňa, roku 1960 přepracoval Kalčík scénář na román.
- Žena pro hrdinu (1962), adaptace Kalčíkovy povídky, režie Jiří Sequens.
- Sedmého dne večer (1974), scénář, režie Vladimír Čech.
- Strach (1975), námět k osmému dílu televizního seriálu Třicet případů majora Zemana, režie Jiří Sequens.
- Boty plné vody (1976), adaptace tří Kalčíkových povídek, režie Ivo Toman, Karel Kovář a Jaroslav Soukup.
- Drsná planina (1979), film podle Kalčíkovy knihy V ruce samopal, režie Jaroslav Soukup.